# 포파산집박쥐
포파산집박쥐(Pipistrellus paterculus)는 애기박쥐과에 속하는 박쥐의 일종이다. 중국과 인도, 미얀마, 태국, 베트남에서 발견된다.

## 특징
작은 박쥐로 몸길이는 42~48mm이고, 전완장은 29.2~34mm, 꼬리 길이는 31~38mm이다. 발 길이는 6~7mm, 귀 길이는 10~13mm이고 몸무게는 최대 6g이다. 등 쪽 털은 짙은 갈색이고 배 쪽은 회색빛 갈색이다. 주둥이는 넓고 눈은 작다. 귀는 짧고 양 쪽이 서로 잘 분리되어 있다.

## 생태
나무 구멍 속과 대나무 안, 바나나 나무 가지 사이, 오두막 지붕 아래에 은신한다. 먹이는 곤충이다. 6월에 미얀마에서 새끼 박쥐가 포획된 기록이 있다.

## 분포 및 서식지
인도 북부와 서부 지역부터 중국 남부를 거쳐 인도차이나까지 파편적으로 분포한다. 해발 최대 2,400m 이하의 일차림과 이차림, 도시 지역에서 서식한다.

## 아종
두 종의 아종이 알려져 있다.
- P. p. paterculus - 인도 아삼주, 비하르주, 잠무 카슈미르주, 마니푸르주, 나갈랜드주, 미얀마, 태국 북부, 라오스, 베트남, 캄보디아
- P. p. yunnanensis (Wang, 1982) - 중국 남부 윈난성